# Kruhová výseč

Kruhová výseč (zelená plocha)

Kruhová výseč je část kruhu příslušná určitému středovému úhlu θ.
Výseč příslušná přímému úhlu se nazývá půlkruh, výseč příslušná pravému úhlu se nazývá čtvrtkruh.

## Obsah výseče
Obsah kruhu se rovná {\displaystyle \pi r^{2}\,\!}.
Obsah výseče příslušné středovému úhlu 1° je roven {\displaystyle {\frac {1}{360}}} obsahu kruhu, tedy {\displaystyle {\frac {\pi r^{2}}{360}}}.
Obsah výseče příslušné úhlu θ (zadaného v radiánech) je roven {\displaystyle {\frac {\theta r^{2}}{2}}}.

## Obvod výseče
Obvod celé výseče je roven součtu délky kruhového oblouku a dvojnásobku poloměru, tedy {\displaystyle (\theta +2)r\,\!}, kde úhel θ je zadán v radiánech.